# Ferrari 555 F1
Ferrari 555 F1 je Ferrarijev dirkalnik Formule 1, ki je bil v uporabi na prvenstvenih dirkah v sezonah 1955 in 1956, na neprvenstvenih pa vse do 1960, z njim dirkali Maurice Trintignant, Giuseppe Farina, Piero Taruffi, Paul Frére, Harry Schell, Eugenio Castellotti, Mike Hawthorn, Umberto Maglioli, Olivier Gendebien, Giorgio Scarlatti, Berardo Taraschi, Reg Parnell, Peter Whitehead, Arnold Glass, Tom Clark in Bob Smith. Skupno imajo dirkači z dirkalnikom 555 petindvajset nastopov nad dirkah, na katerih so dosegli eno zmago in še tri uvrstitve na stopničke. 
Dirkalnik je debitiral na neprvenstveni dirki za Veliko nagrado Bordeauxa v sezoni 1955, ko sta tako Trintignant, kot tudi Farina odstopila. Na prvenstvenih dirkah v sezoni 1955 sta najboljša rezultata s tretjima mestoma dosegla Farina na dirki za Veliko nagrado Belgije in Castellotti na dirki za Veliko nagrado Italije. V sezoni 1956 je bil dirkalnik na prvenstvenih dirkah uporabljen le na dirki za Veliko nagrado Argentine, kasneje pa je bil dirkalnik še nekajkrat uporabljen na neprvenstvenih dirkah, največkrat na dirki za Veliko nagrado Nove Zelandije. Reg Parnell je na dirki leta 1957 dosegel edino zmago za 555, Smithov nastop na dirki leta 1960 pa je bil zadnji za dirkalnik Ferrari 555 F1. 